# (6271) Farmer
(6271) Farmer es un asteroide que forma parte del cinturón interior de asteroides, región del sistema solar que se encuentra entre las órbitas de Marte y Júpiter, más concretamente al grupo de Hungaria, descubierto el 9 de julio de 1991 por Eleanor F. Helin desde el Observatorio del Monte Palomar, Estados Unidos.

## Designación y nombre
Designado provisionalmente como 1991 NF. Fue nombrado Farmer en homenaje a Crofton Bernard Farmer, científico del Laboratorio de Propulsión a Reacción, cuya investigación se centró principalmente en atmósferas terrestres y planetarias. Fue galardonado con la Medalla de Logro Científico Excepcional de la NASA en tres ocasiones. El descubridor y los miembros del programa de seguimiento de asteroides cercanos a la Tierra desean reconocer sus esfuerzos para proporcionar asistencia crucial a la tarea NEAT como motivador, organizador y representante del patrocinador.

## Características orbitales
Farmer está situado a una distancia media del Sol de 1,968 ua, pudiendo alejarse hasta 2,070 ua y acercarse hasta 1,865 ua. Su excentricidad es 0,052 y la inclinación orbital 23,56 grados. Emplea 1008,71 días en completar una órbita alrededor del Sol.

## Características físicas
La magnitud absoluta de Farmer es 13,6. Tiene 5,641 km de diámetro y su albedo se estima en 0,363. 